# لی الیور فیتزموریس استک
لی الیور فیتزموریس استک (انگلیسی: Lee Stack؛ ۱۵ مه ۱۸۶۸ – ۱۹ نوامبر ۱۹۲۴) افسر و سیاست‌مدار اهل پادشاهی متحد بریتانیای کبیر و ایرلند بود.